# Rasmus Quist Hansen
Rasmus Quist Hansen, född den 5 april 1980 i Middelfart i Danmark, är en dansk roddare.
Han tog OS-guld i lättvikts-dubbelsculler i samband med de olympiska roddtävlingarna 2012 i London.